# Coelogyne planiscapa
Coelogyne planiscapa är en orkidéart som beskrevs av Cedric Errol Carr.
Coelogyne planiscapa ingår i släktet Coelogyne och familjen orkidéer.

## Underarter
Arten delas in i följande underarter:
- Coelogyne planiscapa grandis
- Coelogyne planiscapa planiscapa